# Вільямайор-де-Сантьяго
Вільямайор-де-Сантьяго (ісп. Villamayor de Santiago) — муніципалітет в Іспанії, у складі автономної спільноти Кастилія-Ла-Манча, у провінції Куенка. Населення — 3068 осіб (2010).
Муніципалітет розташований на відстані близько 100 км на південний схід від Мадрида, 75 км на південний захід від Куенки.

## Демографія
Динаміка населення (INE ):